# Biennale

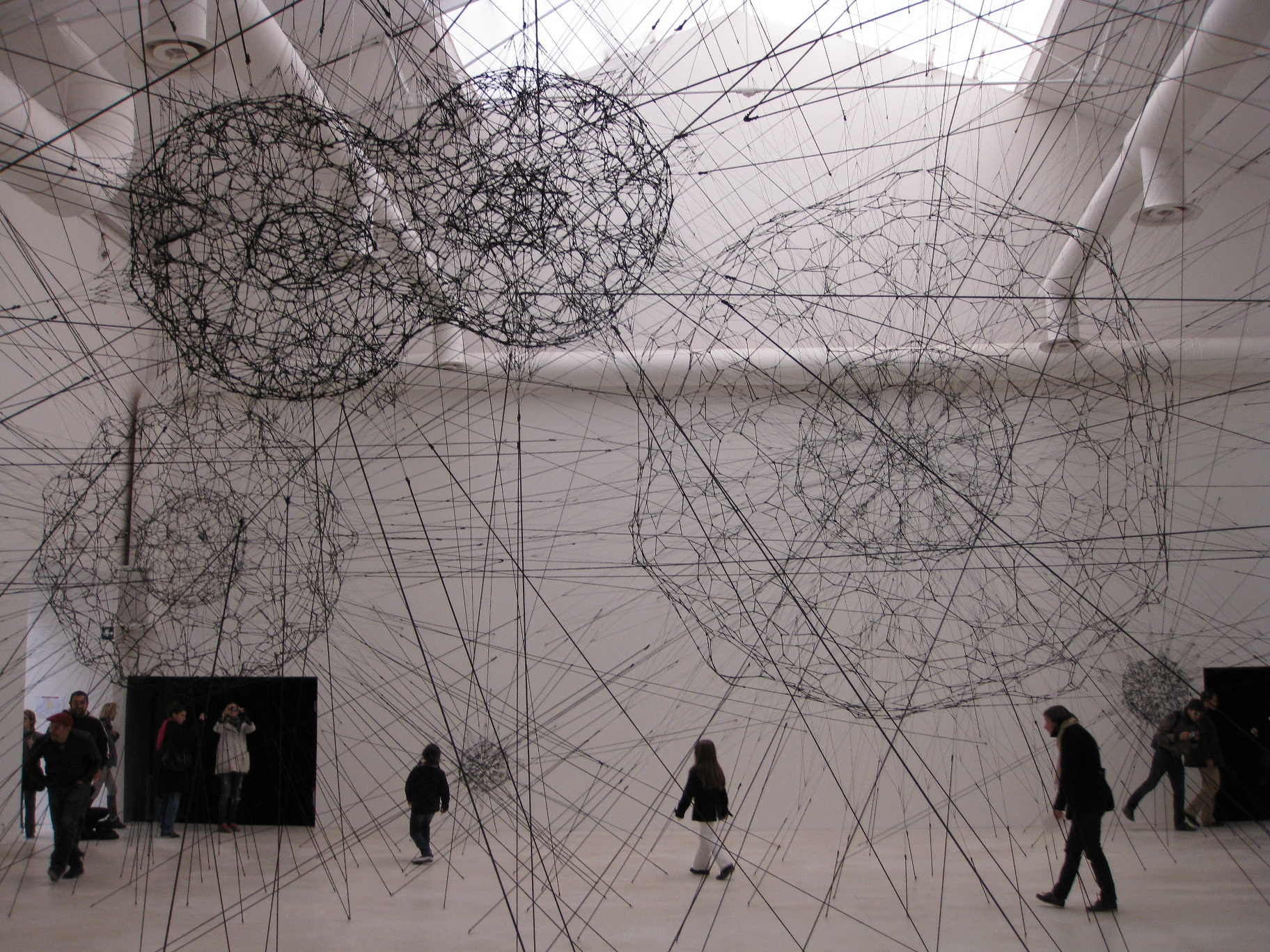
Biennale

Biennale (z wł. „dwuletni”) – wydarzenie, najczęściej impreza artystyczna, mająca miejsce co dwa lata. Biennale mają zazwyczaj charakter międzynarodowy. Wyraz ten wywodzi się z języka włoskiego, w którym kontynuuje łacińska formę biennalis pochodzącą od biennium o znaczeniu „okres dwuletni”. Biennium to kompozycja złożona z cząstki bi- w znaczeniu „dwa” oraz elementu -ennium od annus „rok”.
Na biennale wystawiane mogą być dzieła z wybranej dyscypliny sztuki: np. biennale plakatu, biennale architektury, biennale tańca towarzyskiego lub kilku dyscyplin – biennale sztuki. Przy okazji biennale organizowane są często inne wydarzenia artystyczne, które z czasem bywają włączone do programu imprezy.
Najstarszą imprezą tego typu jest biennale w Wenecji, odbywające się od 1895 i skupiające się na sztuce nowoczesnej. Inne światowe biennale to m.in. biennale w São Paulo (sztuka i architektura), biennale w Tokio (malarstwo), biennale w Lublanie (grafika), biennale w Aleksandrii (sztuka), biennale w Bukareszcie (sztuka), Biennale Młodych w Paryżu oraz Berlin Biennale. W Polsce to m.in. Biennale Form Przestrzennych w Elblągu, Międzynarodowe Biennale Ekslibrisu Współczesnego w Muzeum Zamkowym w Malborku, Międzynarodowe Biennale Plakatu w Warszawie, Międzynarodowe Biennale Grafiki w Krakowie, Międzynarodowe Biennale Grafiki Artystycznej w Poznaniu i Mediations Biennale w Poznaniu (sztuka), Biennale Wro (sztuka nowych mediów) i Biennale Warszawa.